# Феоклит (Пассалис)
Митрополи́т Феокли́т (греч. Μητροπολίτης Θεόκλητος в миру Фома́ Пассали́с, греч. Θωμάς Πασσαλής; род. 1932, Кипарисси, Греция) — епископ Элладской православной церкви (формально также Константинопольской православной церкви); митрополит Флоринский, Преспийский и Эордейский, ипертим и экзарх Верхней Македонии (2000—2023).

## Биография
Родился в 1932 году в селе Кипарисси в диме Гревена в Западной Македонии. Там же окончил начальную школу, а затем среднюю школу.
В 1957 году окончил богословский факультет Аристотилевского университета в Салониках.
Служил богословом в Религиозной Службе Греческой Армии, где он произнёс сотни проповедей этнорелигиозного содержания в воинских частях.
После демобилизации служил миссионером в миссионерском братстве «Σταυρός» (крест) в Афинах.
20 октября 1967 года в Успенском Кладоррахском монастыре Флорины был пострижен в монашество с наречением имени Феоклит, а 22 октября епископом Флоринийским, Преспийским и Эордейским Августином (Кандиотисом) рукоположён в сан иеродиакона.
7 апреля 1968 года тем же епископом рукоположён в сан иеромонаха. В том же году возведён в сан архимандрита, после чего в течение 32 лет служил протосингелом и проповедником во Флоринской митрополии. Как проповедник объезжал с проповедями города и деревни Флоринской митрополии. Является автором многочисленных журнальных статей, предложил много тем на священнических конференциях своей митрополии.
21 января 2000 года был избран и 23 января в Храме святителя Дионисия Ареопагита в Афинах — хиротонисан в сан епископа и возведён в достоинство митрополита Флоринского, Преспийского и Эордейского, ипертима и экзарха Верхней Македонии.